# Ragnald (seigneur des Îles)
Pour les articles homonymes, voir Ragnald.
Ragnald ou Ranald (anglais: Reginald, gaélique: Raghnall mac Somhairle, vieux norrois: Rögnvaldr) (né vers 1140 mort entre 1210 et 1227) seigneur des Îles de 1164 à 1210.

## Biographie
Ragnald est le second des fils survivants de Somerled après la mort de son père  il  hérite de sa puissante flotte  mais à l'origine il ne contrôle qu'Islay et le Kintyre et partage Arran avec son  frère  cadet Angus maître de Bute. Un combat oppose les deux frères en 1192 dont Angus sort victorieux avant d'être tué avec ses trois fils par les « Hommes de Skye » en 1210.
Leur frère aîné Dugald contrôle  Lorn et sans doute Morvern et Ardnamurchan sur la terre ferme et les îles de  Mull, Coll, Tiree et la partie nord de Jura. Après sa mort en 1192 ses domaines insulaires passent à Ragnald qui se nomme lui-même « Roi des Isles et seigneur d'Argyll et de Kintyre », lorsqu'il  règne sur un territoire qui correspond au domaine originel du Dal Riada.
Au printemps  1199 il reçoit même en fief du roi Guillaume Ier d'Écosse le Comté de Caithness  où il séjourne jusqu'en 1200 Ragnald laisse le domaine à l'administration d'un « Steward », tué  l'année suivante à l'instigation du comte des Orcades Harald Maddadsson qui récupère le Caithness.
La personnalité de Ragnald présente un curieux mélange de valeurs celtiques et scandinaves avec sa flotte il sillonne la mer d'Irlande et pille à l’occasion les côtes ouest de la Grande-Bretagne et celles de l'Irlande  mais il laisse également le  souvenir d'un homme pieux et d'un bienfaiteur de l'Église. Il rebâtit les monastères détruits par les Norvégiens-Gaëls depuis plusieurs siècles, fonde une abbaye cistercienne à Saddell au Kintyre et rétablit en 1203 une communauté bénédictine dans la vieille métropole religieuse d'Iona
À la fin de sa vie il se retire vers 1210 à l'abbaye de Paisley où il termine sa vie  à une date peut-être aussi tardive que 1227.

## Postérité
Ranald laisse deux fils d'une épouse nommée Fionie, qui se partagent ses domaines et ceux de leur oncle Aongus, mort sans héritier.
- Domnall ou Donald Seigneur d'Islay puis Seigneur des Îles, ancêtre éponyme du  Clan MacDonald ;
- Ruaidhri mac Raghnaill, Seigneur de Kintyre ancêtre du MacRuaidhri.

## Sources
- (en)  Mike Ashley The Mammoth Book of British Kings & Queens Robinson (Londes 1998)  (ISBN 1841190969)  "Ragnald  King of the Isles" p. 434 et table généalogique no 26 p.  433.
- (en) John L. Roberts  Lost Kingdoms Celtic Scotland and the Middle Ages Edinburgh University Press (Edinburgh 1997)  (ISBN 0748609105) p. 97-98 et table généalogique 5.2 p. 99
- (en)  Richard Oram Domination and Lordship. Scotland 1070-1230 Edinburgh University Press (Edinburgh 2011)  (ISBN 978-0748614974) p. 156-157, 161-162, 166-167, 168, 171 & Table généalogique 6 " Somerled and his family" .
- (en) « Cotton MS Julius A VII » [archive du 20 juillet 2021], sur British Library, année inconnue (consulté le 29 juin 2014)
- (en) PA Munch (dir.) et A Goss (dir.), Chronica Regvm Manniæ et Insvlarvm: The Chronicle of Man and the Sudreys, vol. 1, Douglas, IM, Manx Society, 1874 (lire en ligne)